# Secrétariat provincial du Québec
Le Secrétariat provincial du Québec est un organe du gouvernement du Québec ayant existé de 1867 à 1970. Sa mission très large, comparable à celle d'un ministère de l'Intérieur, pallie l’inexistence d'entités gouvernementales spécifiques (police provinciale, santé, éducation, affaires municipales, etc) durant le premier siècle d’existence du Québec. De plus, il fait également office de chancellerie et est le gardien du Grand Sceau du Québec. La majorité des ministères québécois ont donc pour ancêtre le Secrétariat provincial.

## Historique
Entre le 1er avril 1961 et le 28 mai 1968 le secrétaire provincial est responsable de la Commission des valeurs mobilières du Québec. À compter de cette date le ministre des Institutions financières, Compagnies et Coopératives reprend les attributions liées aux valeurs mobilières.
Le secrétariat provincial est aboli le 1er janvier 1970 et ses missions sont réparties entre 3 ministères:
- Le ministère de la Justice, le ministre de la Justice devenant le Registraire du Québec ;
- Le ministère des Affaires culturelles ;
- Le ministère des Institutions financières, Compagnies et Coopératives.

Le bureau de l'Éditeur officiel du Québec est transféré à l'Assemblée nationale.
Depuis 1970, le terme « secrétaire général » définit le greffier de l'Assemblée nationale.

### Liste des secrétaires provinciaux
| Nom | Nom                                    | Début             | Fin               |
| --- | -------------------------------------- | ----------------- | ----------------- |
|     | Pierre-Joseph-Olivier Chauveau         | 15 juillet 1867   | 27 février 1867   |
|     | Gédéon Ouimet                          | 27 février 1873   | 22 septembre 1874 |
|     | Charles-Eugène Boucher de Boucherville | 22 septembre 1874 | 25 janvier 1876   |
|     | Joseph-Adolphe Chapleau                | 25 janvier 1876   | 8 mars 1878       |
|     | Félix-Gabriel Marchand                 | 8 mars 1878       | 19 mars 1879      |
|     | Alexandre Chauveau                     | 19 mars 1879      | 31 octobre 1879   |
|     | Étienne-Théodore Pâquet                | 31 octobre 1879   | 31 juillet 1882   |
|     | Jean Blanchet                          | 31 juillet 1882   | 29 janvier 1887   |
|     | Charles-Antoine-Ernest Gagnon          | 29 janvier 1887   | 9 mai 1890        |
|     | Joseph-Émery Robidoux                  | 9 mai 1890        | 22 août 1890      |
|     | Charles Langelier                      | 22 août 1890      | 21 décembre 1891  |
|     | Louis-Philippe Pelletier               | 21 décembre 1891  | 11 mai 1896       |
|     | Michael Felix Hackett                  | 11 mai 1896       | 24 mai 1897       |
|     | Félix-Gabriel Marchand                 | 24 mai 1897       | 26 mai 1897       |
|     | Joseph-Émery Robidoux                  | 26 mai 1897       | 3 octobre 1900    |
|     | Adélard Turgeon                        | 3 octobre 1900    | 30 juin 1902      |
|     | Amédée Robitaille                      | 30 juin 1902      | 23 mars 1905      |
|     | Louis-Rodolphe Roy                     | 23 mars 1905      | 18 novembre 1909  |
|     | Jérémie-Louis Décarie                  | 18 novembre 1909  | 25 août 1919      |
|     | Athanase David                         | 25 août 1919      | 27 juin 1936      |
|     | Charles-Auguste Bertrand               | 27 juin 1936      | 26 août 1936      |
|     | Albiny Paquette                        | 26 août 1936      | 8 novembre 1939   |
|     | Henri Groulx                           | 8 novembre 1939   | 16 octobre 1940   |
|     | Hector Perrier                         | 16 octobre 1940   | 30 août 1944      |
|     | Omer Côté                              | 30 août 1944      | 24 avril 1956     |
|     | Roméo Lorrain                          | 24 avril 1956     | 26 septembre 1956 |
|     | Yves Prévost                           | 26 septembre 1956 | 5 juillet 1960    |
|     | Lionel Bertrand                        | 5 juillet 1960    | 3 avril 1963      |
|     | Bona Arsenault                         | 3 avril 1963      | 16 juin 1966      |
|     | Yves Gabias                            | 16 juin 1966      | 10 octobre 1968   |
|     | Rémi Paul                              | 10 octobre 1968   | 1er janvier 1970  |

#### Lois et règlements
- Loi abrogeant la Loi du secrétariat et modifiant d'autres dispositions législatives, LQ 1969, c. 26  (lire en ligne, consulté le 1er décembre 2024)